# Gros-Morne
Gros-Morne (em crioulo, Gwo Mòn), é uma comuna do Haiti, situada no departamento do Artibonite e no arrondissement de Gros-Morne.
De acordo com o censo de 2003, sua população total é de 300.000 habitantes.